# Patellariopsis dennisii
Patellariopsis dennisii är en svampart som först beskrevs av E. Müll. & Hütter, och fick sitt nu gällande namn av Schläpf.-Bernh. 1969. Patellariopsis dennisii ingår i släktet Patellariopsis, ordningen disksvampar, klassen Leotiomycetes, divisionen sporsäcksvampar och riket svampar.   Inga underarter finns listade i Catalogue of Life.